# Victor Sen Yung
Victor Sen Yung, geboren als Sen Yew Cheung (San Francisco, 18 oktober 1915 – North Hollywood, 9 november 1980) was een Amerikaanse acteur van Chinese afkomst. Hij werd vooral bekend als de kok Hop Sing van de familie Cartwright uit de westernserie Bonanza.

## Biografie
Toen zijn moeder in 1919 aan de Spaanse griep stierf, belandden zijn zus en hij in een kindertehuis. Zijn vader keerde naar huis terug en keerde halverwege de jaren 1920 na hertrouwen terug naar de Verenigde Staten. Op 12-leeftijd begon Victor Sen Yung te werken als huisjongen voor een gezin in Nob Hill. Vervolgens studeerde hij veeteelt aan de University of Berkeley. In 1938 begon hij te acteren onder de naam Victor Yung. Hij verscheen tijdens zijn carrière ook onder de namen Sen Young, Victor Sen Young, Victor Young en Sen Yung. Hij werkte ook voor een chemisch bedrijf en bracht monsters van een vlamvertrager naar de 20th Century Studios om te verkopen. In plaats van de chemicaliën te kopen, werd hij gecast voor de rol van Charlie Chans nummer 2 zoon in de film Charlie Chan in Honolulu. Daarna speelde hij in twaalf Charlie Chan-films, later als zoon nr. 1. Hij werd wereldberoemd als de kok Hop Sing op de Ponderosa in de televisieserie Bonanza, waarin hij verscheen in 107 afleveringen van 1959 tot 1973. In 1974 publiceerde Sen Yung het boek Great Wok Cookbook (Nash Publishing) over de Kantonese keuken. 

## Overlijden
Victor Sen Yung overleed op 9 november 1980 op 65-jarige leeftijd aan een vergiftiging in zijn huis als gevolg van een gaslek uit een oven.

## Filmografie
- 1937: Thank you, Mr Moto
- 1938: Charlie Chan in Honolulu
- 1939: Charlie Chan at Treasure Island
- 1940: The Letter
- 1940: Murder Over New York
- 1940: Charlie Chan at the Wax Museum
- 1941: Charlie Chan in Rio
- 1942: Moontide
- 1942: A Yank on the Burma Road
- 1942: Castle in the Desert
- 1942: Adventures in Panama
- 1943: China
- 1950: A Ticket to Tomahawk
- 1950: The Breaking Point
- 1950: Woman on the Run
- 1951: Grounds for Marriage
- 1952: The Sniper
- 1955: The Left Hand of God
- 1955: Soldier of Fortune
- 1956: The Lone Ranger (Fernsehserie, 1 Folge)
- 1957: Men in War
- 1958: The Hunters
- 1959–1973: Bonanza (Fernsehserie, 107 Folgen)
- 1961: Flower Drum Song
- 1972–1974: Kung Fu (Fernsehserie, 7 Episoden)
- 1973: The Red Pony
- 1975: The Killer Elite
- 1980: The Man with Bogart's Face

- Biblioteca Nacional de España: XX1550765
- Gemeinsame Normdatei: 1062442806
- International Standard Name Identifier: 0000 0000 7825 380X
- Library of Congress Control Number: n87896278
- MusicBrainz: d061c56c-1e77-4d9c-9179-b438813d216f
- Virtual International Authority File: 87279238
- WorldCat: E39PBJxH3fY7QFXJBJcYDcbWXd